# Oneirodes theodoritissieri
Oneirodes theodoritissieri es una especie de pez del género Oneirodes, familia Oneirodidae, orden Lophiiformes. Fue descrita científicamente por Belloc en 1938.
Especie inofensiva para el ser humano. Puede alcanzar los 1460 metros de profundidad.

## Descripción
Su longitud estándar es de 18,3 centímetros.

## Distribución
Se distribuye por el Atlántico oriental.